# 久慈インターチェンジ
久慈インターチェンジ（くじインターチェンジ）は、岩手県久慈市にある三陸沿岸道路（久慈道路・野田久慈道路）のインターチェンジ (IC) である。
三陸北縦貫道路としては最北端で八戸久慈自動車道としては最南端のICである。

## 歴史

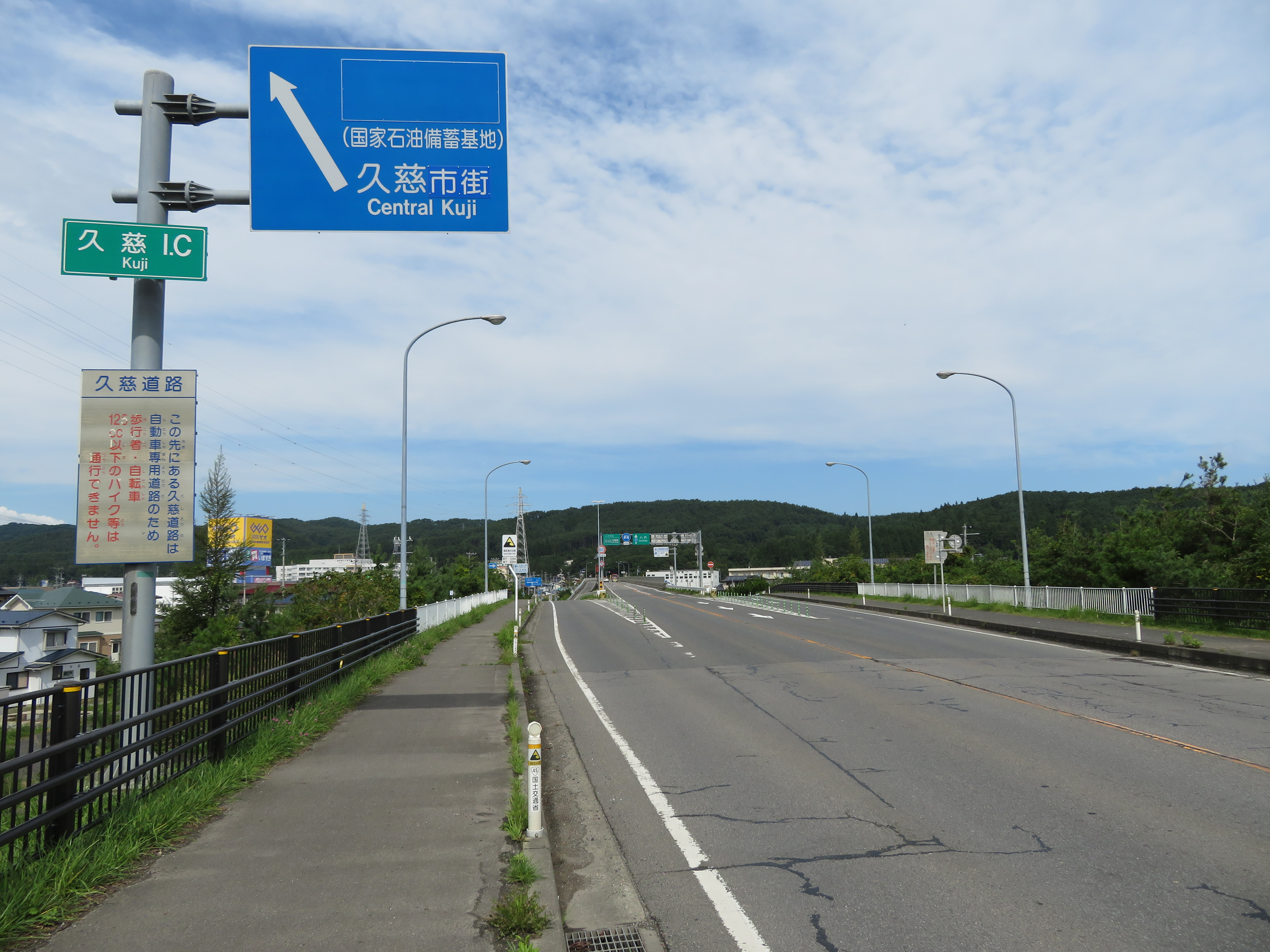
出入口付近（久慈大橋側から久慈南IC方面側整備前に撮影）

- 1993年（平成5年）12月16日 : 八戸久慈自動車道・久慈北IC - 久慈IC間 開通に伴い、供用開始。
- 2021年（令和3年）12月18日 : 三陸北縦貫道路・普代村第16地割 - 久慈IC間 開通[1]。

## 道路

### 本線
- E45 三陸沿岸道路（野田久慈道路/久慈道路・65番）

### 接続する道路
- 直接接続
  - 国道45号久慈バイパス
  - 国道395号

## 料金所
無料区間のため、設置されていない。

## 周辺
- 久慈市役所
- 久慈警察署
- 岩手県立久慈病院
- 久慈市民体育館
- 久慈簡易裁判所
- 東日本旅客鉄道（JR東日本）・三陸鉄道 久慈駅
- 道の駅くじ

## 形状

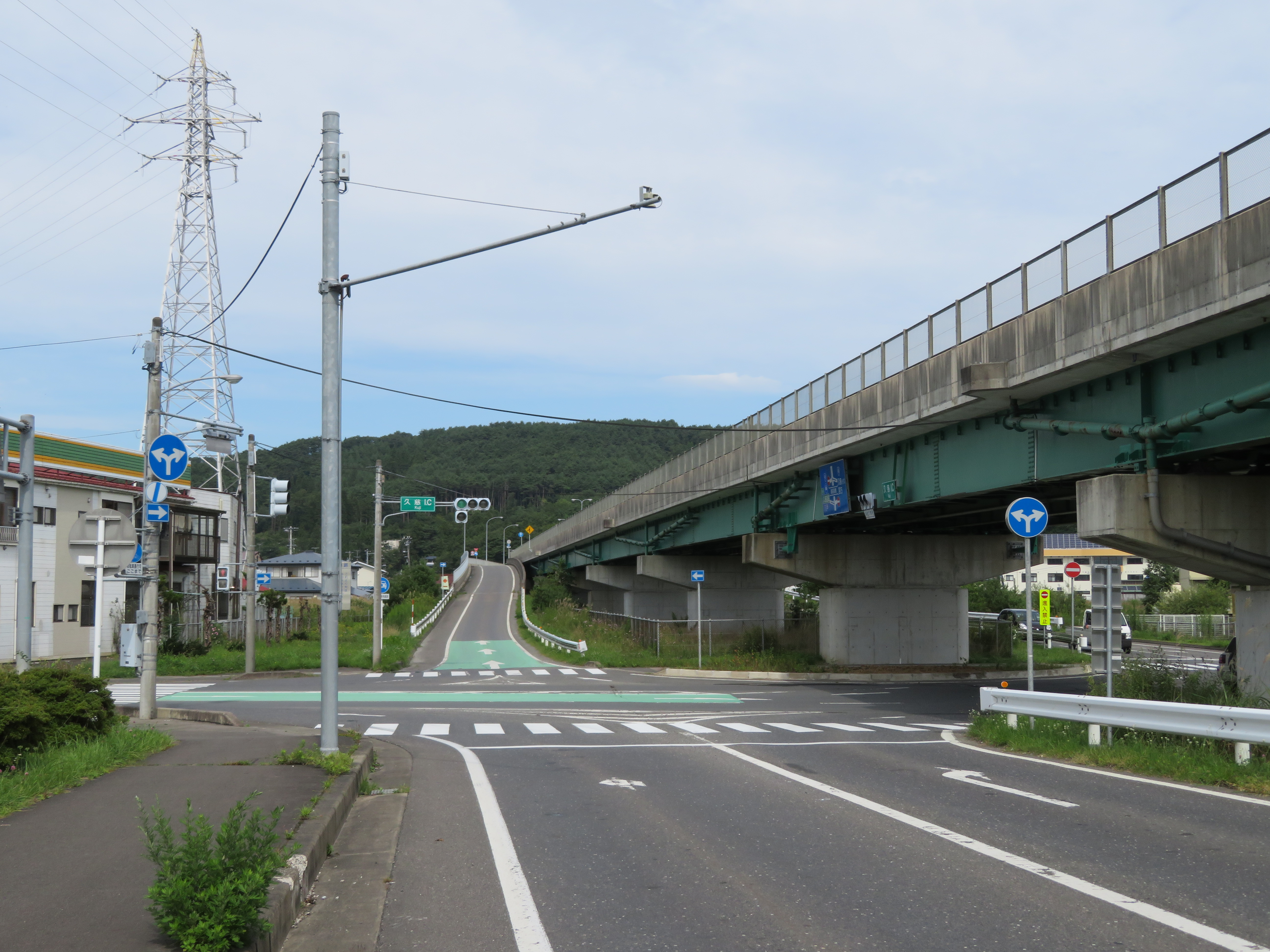
久慈インター交差点付近（久慈南IC方面側整備前）

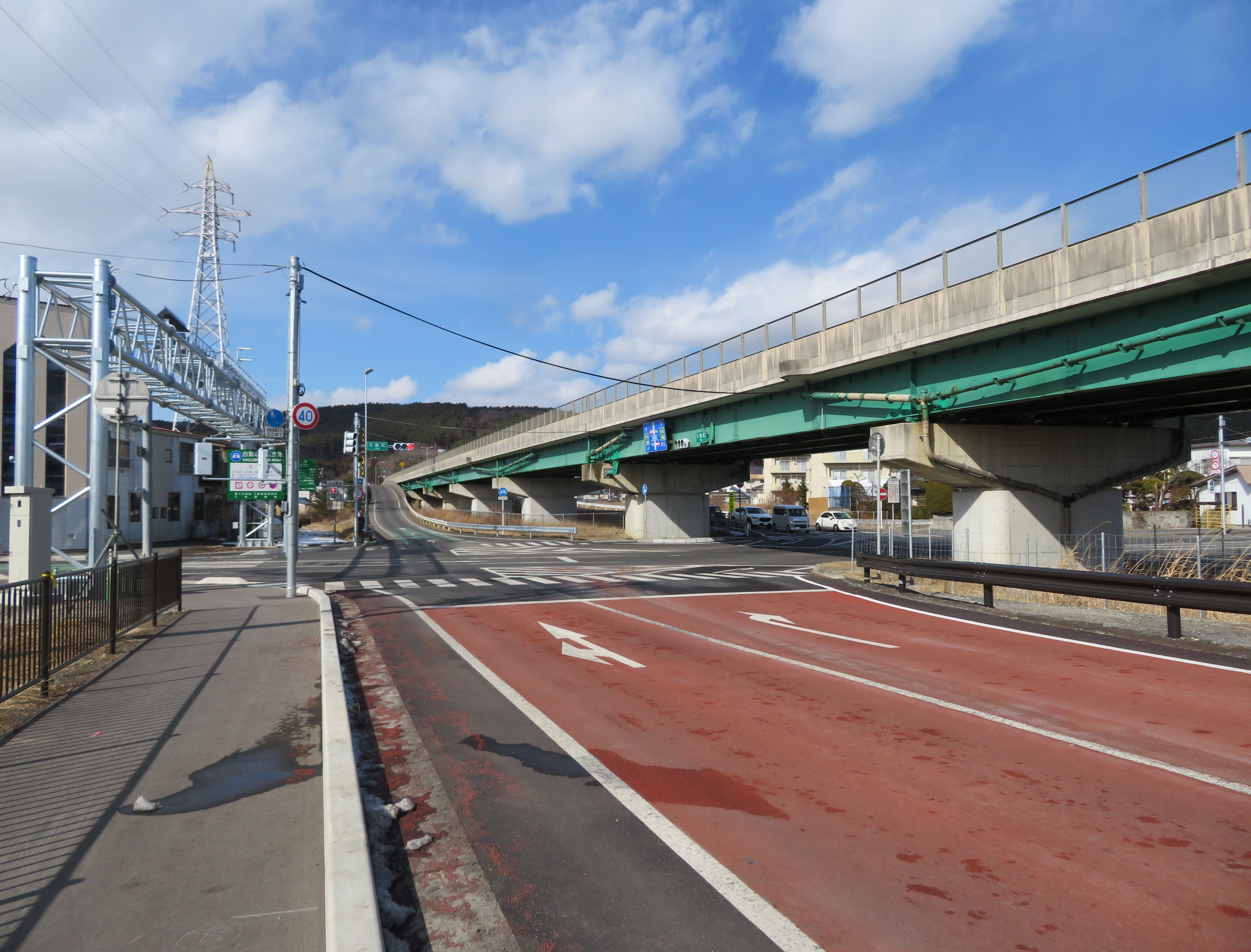
久慈インター交差点付近（久慈南IC方面側整備後）

ランプウェイはダイヤモンド型。宮古側のランプウェイは、途中に側道になる久慈バイパスからの分合流点が存在する。
三陸沿岸道路延伸前は、久慈バイパスと港高架橋を介して久慈道路側に直通となっていた。当時は、ランプウェイに入ると久慈市街及び国道395号（旧国道45号）陸中夏井駅方面及び二戸方面にしか行けず、再び久慈道路及び久慈バイパスへ直接は戻れなかった（久慈IC交差点は直進できなかった）。

## 隣
E45 三陸沿岸道路（野田久慈道路/久慈道路）
(64) 久慈南IC - (65) 久慈IC - (66)久慈北IC